# Imre Serényi
Imre Serényi (21 novembre 1909 – 3 ottobre 1956) è stato un calciatore ungherese, di ruolo attaccante.

## Carriera

### Nazionale
Ha collezionato 2 presenze con la maglia della Nazionale.